# PVRIS
PVRIS (pronunciado Paris) es una banda estadounidense de rock de Lowell, Massachusetts, formada en 2012. Luego de varios cambios en la formación, la banda ha estado operando como el proyecto en solitario de la líder Lynn Gunn desde 2023. La banda inicialmente se formó bajo el nombre de "Paris" pero fue cambiada a "PVRIS" en el verano de 2013 citando razones legales. En 2013 lanzaron "Paris EP", en 2014 "Acoustic EP" y más tarde lanzaron su álbum debut "White Noise" el 4 de noviembre de 2014. En junio de 2014 firmaron con Rise Records y lanzaron su primer sencillo "St. Patrick" el 20 de junio de 2014.

## Historia

### Formación y lanzamientos independientes (2012-2014)
Teniendo sus orígenes en la banda de post-hardcore Operation Guillotine, tres de sus miembros decidieron hacer una banda diferente donde combinaran un pop rock, con un toque de electrónica: así es como nació PVRIS. La banda se formó en 2012 bajo el nombre de Paris, pero fue cambiado en 2013 por diferentes razones legales.
Lanzaron el 23 de marzo de 2013 su primer trabajo llamado Paris EP, mismo año en el que comenzaron a tener éxito y llamar la atención de la gente, tras tocar en el Warped Tour e irse de gira con bandas como A Skylit Drive, Mayday Parade y Tonight Alive, teniendo solo un EP bajo el brazo y un par de sencillos.

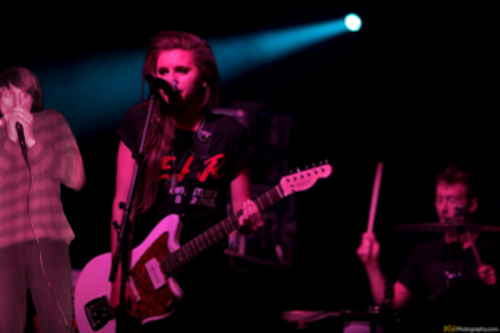
PVRIS en vivo en House of Blues en Orlando, Florida. 2015

La banda sacó Acoustic EP el 1 de abril de 2014 donde hay versiones acústicas de su primer EP.

### White Noise(2014-2016)
Cuando la banda entró en el estudio, su sonido cambió drásticamente, incorporando elementos pop y electrónicos a su música. Gunn afirmó que esta incorporación se hizo inconscientemente. En junio de 2014 se anunció que la banda había firmado con Rise and Velocity.
El 18 de junio PVRIS firma con Rise/Velocity Records. Siendo así la primera banda con una mujer vocalista en firmar con esta discográfica. La banda liderada por Lynn Gunn, único miembro de la banda que ha estado desde su formación, acompañada por Alex Babinski en la guitarra y Brian MacDonald en el bajo, sacaron su álbum debut con el sello Rise Records en noviembre de 2014 titulado White Noise, un álbum de 10 canciones que ha estado en varias listas de venta y popularidad en Estados Unidos y el Reino Unido, además de contar con la participación de Sierra Kay, vocalista de Versa.
El 17 de febrero de 2016, la banda estrenó una nueva canción, titulada "You and I" en Radio 104.5. La canción fue lanzada el 22 de febrero, junto con un video musical, y se presentó en una edición de lujo de White Noise, lanzada el 22 de abril. El álbum de lujo también incluía una versión reducida de "You and I", así como una nueva canción "Empty".

### All We Know of Heaven, All We Need of Hell(2017-2019)
El 27 de julio de 2016, Lynn Gunn publicó una foto en su Twitter mostrando 45 canciones que habían sido escritas para el álbum 2. PVRIS tocó su último show de 2016 en Summer Sonic Osaka el 21 de agosto. Después de esto fueron a la ciudad de Utica en Nueva York para grabar su segundo álbum en una iglesia supuestamente embrujada convertida en estudio de grabación. El 13 de febrero de 2017, PVRIS confirmó en una publicación en su página de Facebook que el álbum 2 ya había sido grabado.
El 17 de febrero de 2017, PVRIS actualizó todas sus plataformas de redes sociales con un nuevo tema y una publicación con los números romanos "II XX XVII" o 2 20 17. El 20 de febrero anunciaron una pequeña gira por Europa. Lynn Gunn luego procedió a tuitear: "Oh my loves, can't you see? The new era has just begun" (Oh, mi amor, ¿no puedes ver? La nueva era acaba de comenzar). También confirmó que los fanáticos podrían escuchar algunas canciones nuevas en la gira europea.
El 30 de abril de 2017, PVRIS estrenó su nuevo sencillo "Heaven" de su próximo álbum en Radio 1 Rock Show de la BBC. El 1 de mayo, se anunció el lanzamiento de All We Know of Heaven, All We Need of Hell el 4 de agosto. El 4 de mayo y el 5 de mayo de 2017, Pvris se presentó en Londres como parte de su gira europea y presentó la canción "Half" Por primera vez como parte de su nuevo álbum. El 13 de junio, PVRIS estrenó su último sencillo "What's Wrong" en el programa de la BBC Radio 1 de Annie Mac como otra adición al álbum AWKOHAWNOH.

### Use Mey salida de Babinski (2019-2021)
A mediados de 2019, PVRIS firmó con Reprise/Warner Records después de estar con Rise, y el 12 de julio de 2019, lanzaron un nuevo sencillo "Death of Me", y un vídeo musical que lo acompaña.
El 16 de agosto de 2019, la banda lanzó una nueva canción/vídeo llamado "Hallucinations" que vio a la banda continuar su progreso hacia un sonido más dance/EDM.
El 19 de octubre de 2019, PVRIS anunció en las redes sociales que su EP titulado Hallucinations que constan de 5 pistas, fue lanzado el 25 de octubre de 2019.
El 4 de marzo de 2020, a través de sus canales de redes sociales, PVRIS anunció su tercer álbum, Use Me. Ese mismo día, la banda lanzó "Dead Weight" como el primer sencillo de Use Me, y anunció una fecha de lanzamiento para el álbum el 1 de mayo.  "Dead Weight" se estrenó en el programa de Radio 1 de la BBC de Annie Mac como el "Hottest Record in the World". K.Flay colaboró en el sencillo, que fue descrito como dark pop. El video musical de "Dead Weight" fue filmado en Milán, Italia.
El 8 de abril de 2020, la banda anunció que el lanzamiento de Use Me se retrasó hasta el 10 de julio de 2020 y el 2 de julio, la banda anunció un nuevo retraso hasta el 28 de agosto de 2020.
El 26 de agosto de 2020, PVRIS anunció que el guitarrista Alex Babinski ya no estaba en la banda debido a acusaciones de conducta sexual inapropiada.

### Evergreen(2022-presente)
El 10 de octubre de 2022, PVRIS comenzó a promocionar sus próximos dos sencillos en Twitter. Cada día previo al lanzamiento de las canciones el 20 de octubre de 2022, la banda ha publicado un enlace para guardar previamente los sencillos en diferentes plataformas de música. Los nuevos temas estuvieron acompañados de un cortometraje dirigido por Jax Anderson y Lynn Gunn, que se estrenó en Youtube.
El 30 de marzo de 2023, PVRIS anunció que su cuarto álbum, Evergreen, se lanzó el 14 de julio de 2023.

## Miembros
| Miembros actuales - Lynn Gunn - Voz, Guitarra rítmica, Teclado, Batería (2012-presente) | Miembros anteriores - Kyle Anthony - Screaming, Teclado (2012) - Brad Griffin - Batería, Coros (2012-2013) - Alex Babinski - Guitarra líder, Teclado (2012-2020) Miembros de apoyo - Brian MacDonald - Bajo , Teclado (2012-2023; miembro oficial; 2023-presente; miembro de apoyo) - Justin Nace - Batería (2014-2020) Miembros de sesión - Christopher Kamrada - Batería (2013) en "White Noise" |

Línea del tiempo

## Discografía
Álbumes de estudio
- 2014: White Noise
- 2017: All We Know of Heaven, All We Need of Hell
- 2020: Use Me
- 2023: Evergreen

EPs
- 2019: Hallucinations

## Giras
- Warped Tour (2013, 2014, 2015)
- Wintour is coming Fall Out Boy (2016)
- UK Tour (abril de 2016)
- North American Tour (2016)
- After Laughter Tour (2017)
- Manic World Tour (2020) – con Blackbear y Halsey

## Premios y nominaciones
| Año  | Evento                         | Categoría                                  | Resultado | Nota |
| ---- | ------------------------------ | ------------------------------------------ | --------- | ---- |
| 2015 | Kerrang! Awards                | Mejor Artista Revelación Internacional     | Ganador   | .    |
| 2015 | Alternative Press Music Awards | Mejor Vocalista (nominación por Lynn Gunn) | Nominado  | .    |
| 2015 | Alternative Press Music Awards | Mejor video musical (por "St. Patrick")    | Nominado  | .    |
| 2015 | Alternative Press Music Awards | Canción del Año (por "My House")           | Nominado  | .    |
| 2015 | Alternative Press Music Awards | Breakthrough Band                          | Ganador   | .    |
| 2016 | Kerrang! Awards                | Mejor banda internacional                  | Nominado  |      |
| 2016 | Alternative Press Music Awards | Most Dedicated Fanbase                     | Nominado  |      |
| 2016 | Alternative Press Music Awards | Artista del Año                            | Nominado  |      |